# الغواصة الألمانية فئة يو إي 2
كانت غواصات فئة يو إي 2 عبارة عن فئة من الغواصات التي بنتها الإمبراطورية الألمانية خلال الحرب العالمية الأولى لزراعة الألغام طويلة المدى. 
حملتهذه الغواصات طوربيدات وكانت مسلحة بمدفع عيار 150 ملم. لقد حملوا طاقمًا مكونًا من 40 شخصًا وكان لديهم مساحات تجول تبلغ حوالي 9400 ميل. بنيت تسعة منها بين عامي 1917 و 1918.

## قائمة الغواصات
كان هناك 9 غواصات من هذه الفئة 
- غواصة يو-117
- غواصة يو-118
- غواصة يو-119
- غواصة يو-120
- غواصة يو-122
- غواصة يو-123
- غواصة يو-124
- غواصة يو-125
- غواصة يو-126